# パーライン・ムルコス彗星
パーライン・ムルコス彗星(18D/Perrine-Mrkos)は太陽系の周期彗星で木星族彗星である。

## 観測史
パーライン・ムルコス彗星は1896年12月9日にアメリカの天文学者チャールズ・パーラインがカリフォルニア州のリック天文台で初めて発見した。
1909年の回帰のときに観測されて以来観測されなかったため消失したと考えられていたが、1955年10月19日にチェコの天文学者アントニーン・ムルコスがスカルナテ・プレソ天文台で双眼鏡を使って再発見し、後にカリフォルニア大学バークレー校のLeland Cunningham（英語版）によってパーラインが発見したものと同一のものであると確認された。
Friedrich Wilhelm Ristenpart（ドイツ語版）らはパーライン・ムルコス彗星の軌道が近日点引数を除いて消滅したと考えられていたビエラ彗星と似ていたためその関係性を疑った。しかし、木星の摂動を考慮した上でも軌道は合致しなかった。
この彗星は1968年に最後に観測されたが、予測された1975年以降には現れず、現在は消失したと考えられているため符号にはPではなくDが付く。

## 近日点通過
パーライン・ムルコス彗星は見失われるまで以下の日時に近日点を通過した。
- 1896年11月25日
- 1903年4月22日 (観測されず)
- 1909年11月1日
- 1916年5月22日 (観測されず)
- 1922年12月23日 (観測されず)
- 1929年7月26日 (観測されず)
- 1936年2月23日 (観測されず)
- 1942年9月22日 (観測されず)
- 1949年4月5日 (観測されず)
- 1955年9月27日
- 1962年2月12日
- 1968年11月1日